# Hallopus victor
Hallopus victor è un rettile estinto, appartenente ai crocodilomorfi. Visse nel Giurassico superiore (circa 150 milioni di anni fa) e i suoi resti sono stati ritrovati in Nordamerica (Colorado).

## Descrizione
Questo animale imparentato con i coccodrilli aveva un aspetto completamente diverso dalle forme attuali: di piccole dimensioni (non raggiungeva il metro di lunghezza), possedeva lunghe zampe con ossa cave e sottili; gli arti anteriori erano pentadattili e le dita erano di dimensioni simili, mentre quelli posteriori possedevano tre diti allungati e uno ridottissimo. L'articolazione del femore al bacino permetteva una postura semieretta, al contrario dei coccodrilli attuali.

## Classificazione
Descritto per la prima volta da Othniel Charles Marsh nel 1877, questo animale è stato variamente considerato un piccolo dinosauro o un “tecodonte”. Analisi più recenti hanno dimostrato che Hallopus era un rappresentante tardivo e specializzato di un antico gruppo noto come sfenosuchi (Sphenosuchia), che possono essere considerati i primi crocodilomorfi. Hallopus, in particolare, sembrerebbe essere stato molto simile a Pedeticosaurus, del Giurassico inferiore sudafricano, ma alcune caratteristiche del bacino lo avvicinano al gruppo dei protosuchi (Protosuchia).

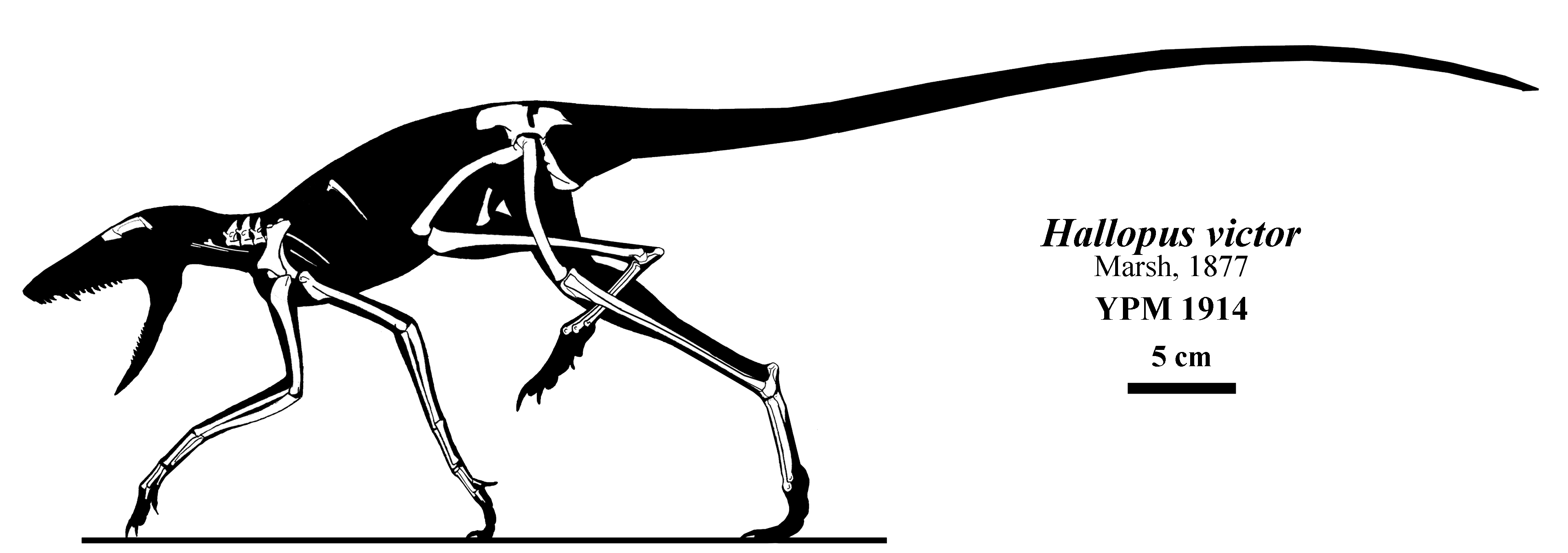
Ricostruzione di Hallopus

## Stile di vita
L'allopodo era probabilmente un piccolo predatore, che cacciava animali di dimensioni notevolmente inferiori come insetti o lucertole. La morfologia dello scheletro, in particolare quella delle zampe, fa supporre che questo animale fosse abituato a correre al galoppo e, occasionalmente, al salto (in un modo simile a quello delle lepri). La possibilità di una fase da “corridori” all'inizio della storia evolutiva dei coccodrilli ha portato alla conclusione che il “galoppo” osservato nei giovani coccodrilli attuali possa essere un residuo di un tipo di locomozione primitivo all'interno del gruppo.